# Großarl
Großarl est une ville d'Autriche.

## Géographie
Großarl est situé dans la vallée de Großarl dans le Land de Salzbourg.

## Religions
- Catholicisme romain : 95 %
- Sans confession : 0,9 %
- Islam : 2,3 %
- Orthodoxe : 0,3 %
- Protestantisme : 0,6 %
- Judaïsme : 0,1 %

## Établissements de formation
- l'école maternelle
- l'école primaire
- collège

## Alpages
Il y a quarante alpages exploités.